# Іран на зимових Олімпійських іграх 2018
Іран на зимових Олімпійських іграх 2018 року, які проходили в південнокорейському місті Пхьончхан, був представлений 4 спортсменами (2 чоловіками та 2 жінками) у двох видах спорту: гірськолижний спорт та лижні перегони. Прапороносцем на церемонії відкриття Олімпійських ігор була лижниця Саманех Бейрамі Багер.
Іран водинадцяте взяв участь у зимових Олімпійських іграх. Іранські спортсмени не здобули жодної медалі.

## Спортсмени
| Вид спорту          | Чоловіки | Жінки | Всього |
| ------------------- | -------- | ----- | ------ |
| Гірськолижний спорт | 1        | 1     | 2      |
| Лижні перегони      | 1        | 1     | 2      |
| Всього              | 2        | 2     | 4      |

## Гірськолижний спорт
| Спортсмени              | Змагання                     | 1 спуск | 1 спуск | 2 спуск | 2 спуск | Разом   | Місце |
| Спортсмени              | Змагання                     | Час     | Місце   | Час     | Місце   | Разом   | Місце |
| ----------------------- | ---------------------------- | ------- | ------- | ------- | ------- | ------- | ----- |
| Мохаммад Кіадарбандсарі | гігантський слалом, чоловіки | 1:19.11 | 63      | 1:18.61 | 59      | 2:37.72 | 58    |
| Мохаммад Кіадарбандсарі | слалом, чоловіки             | 55.66   | 42      | 57.03   | 33      | 1:52.69 | 34    |
| Форуг Аббасі            | слалом, жінки                | 1:02.56 | 55      | 1:01.50 | 50      | 2:04.06 | 49    |

## Лижні перегони
Дистанція
| Спортсмен  | Дисципліна                     | Фінал   | Фінал       | Фінал |
| Спортсмен  | Дисципліна                     | Час     | Відставання | Місце |
| ---------- | ------------------------------ | ------- | ----------- | ----- |
| Сатар Сейд | 15 км вільним стилем, чоловіки | 39:39.1 | +5:55.2     | 91    |

Спринт
| Спортсмен             | Дисципліна | Кваліфікація | Кваліфікація | Чвертьфінал | Чвертьфінал | Півфінал   | Півфінал   | Фінал      | Фінал      |
| Спортсмен             | Дисципліна | Час          | Місце        | Час         | Місце       | Час        | Місце      | Час        | Місце      |
| --------------------- | ---------- | ------------ | ------------ | ----------- | ----------- | ---------- | ---------- | ---------- | ---------- |
| Сатар Сейд            | чоловіки   | 3:58.08      | 76           | не пройшов  | не пройшов  | не пройшов | не пройшов | не пройшов | не пройшов |
| Саманех Бейрамі Багер | жінки      | 4:47.91      | 68           | не пройшла  | не пройшла  | не пройшла | не пройшла | не пройшла | не пройшла |